# Израильско-суданские отношения
Израиль и Судан не имеют в настоящее время двусторонних международных отношений.

## История
Судан официально объявил войну Израилю в 1948 году во время Войны за независимость и Шестидневной войны в 1967 году, несмотря на то, что он не участвовал даже в Суэцком кризисе, обретя независимость ранее в том же году. В начале 1950-х Судан, тогда ещё не являвшийся независимым, имел активные торговые отношения с Израилем.
Судан также не принимал активного участия в Войне Судного дня, суданские войска вступили в войну уже слишком поздно. Израиль поддерживал христианских ополченцев, которые сражались против суданского правительства в первую и вторую суданскую гражданскую войну.
В течение 2011 года ЦАХАЛ регулярно наносил удары по целям в Судане для уничтожения складов оружия и боеприпасов, которые могли быть переданы военизированным формированиям в Секторе Газа.
В октябре 2012 года СМИ сообщали об уничтожении ВВС Израиля колонны с грузом вооружения предположительно для террористических группировок недалеко от Хартума. Президент Судана назвал этот шаг «истерической реакцией Израиля на политические изменения в регионе».
В январе 2016 года суданский министр иностранных дел Ибрагим Гандур (Ibrahim Ghandour) предположил нормализацию отношений с Израилем при условии, что правительство США снимет со страны экономические санкции. Суданский президент Омар аль-Башир ответил на это высказывание и заявил в интервью суданской газете «Al-Okaz»: «Даже если бы Израиль завоевал Сирию, это не привело бы к разрушениям, происходящим там прямо сейчас, не убил бы столько людей, убитых там к настоящему моменту и такое количество человек не было бы изгнано из страны, как к настоящему моменту». Согласно данным израильского исполнительного министра регионального сотрудничества Аюба Кары, Судан и Израиль поддерживают неформальные отношения. В начале сентября 2016 года стало известно, что Израиль связался с правительством США и других западных стран и призвал их принять шаги для улучшения отношений с Суданом, так как арабо-африканская страна порвала отношения с Ираном в прошлом году. Это также подтверждает секретное сотрудничество между Суданом и Израилем.
В июне 2017 года впервые за последние 10 лет Израиль предоставил статус временного жителя 200 беженцам из Дарфура. Сообщается, что ещё 2300 человек ожидают в Израиле решения по этому же вопросу.
В августе 2017 года суданский министр по вопросам иностранных инвестиций Мубарак Фадл аль-Махди выразил поддержку нормализации отношений с Израилем. По заявлению министра нет никаких препятствий для налаживания отношений между двумя странами, кроме того, это может принести пользу Судану.
В 2018 году в СМИ публиковалась информация о возможном открытии воздушного пространства Судана для самолётов, следующих в и из Израиля. Кроме того, в январе 2019 года суданский президент Омар Хасан аль-Башир заявил, что ему «посоветовали» нормализовать отношения с Израилем, чтобы преодолеть кризис, в котором находится его страна. В этом же месяце стало известно, что президент Судана Омар аль-Башир отказал властям Кении в разрешении пролёта кенийских самолётов в Израиль черед воздушное пространство Судана. При этом, суданскими властями было выдано разрешение на пролёт самолёта израильского премьера Нетаньяху, когда он возвращался в Израиль из Чада, который посещал с официальным визитом. Самолёт главы правительства пролетал над Южным Суданом, чье воздушное пространство, несмотря на получение независимости, всё ещё контролируется северным соседом.
В начале февраля 2020 года глава израильского правительства Нетаньяху посетил Уганду с официальным визитом. По окончании его стало известно, что израильский лидер встречался в этой африканской стране и с президентом Судана, у которого с Израилем нет официальных дипломатических отношений. Президента Судана Абдель Фаттах аль-Бурхан рассказал, что встреча прошла при посредничестве США, и о том, что оба лидера пообедали вместе. аль-Бурхан также заявил, что встреча в израильским премьером поддерживалась большинством населения страны и произошла в интересах Судана, который США должны вычеркнуть из списка стран, поддерживающих терроризм после нормализации отношений с еврейским государством. По итогам встречи, о которой не было проинформировано даже правительство страны, лидеры двух стран договорились о начале процесса нормализации отношений. Так, в марте 2020 года чилийская авиакомпания LATAM получило разрешение от властей этой африканской страны разрешение на пролёт своих самолётов, следующих в Израиль. Это позволит сократить длительность перелёта из Сантьяго де-Чили (и Сан-Паулу) в Тель-Авив на два часа. Воздушная блокада Израиля властями Судана длилась с 1949 года и продолжалась 71 год.
Примерно через неделю после публикации новости о израильско-эмиратской нормализации в середине августа 2020 года, заинтересованность в налаживании отношений с еврейским государством высказал МИД Судана. Госсекретарь США Майк Помпео посещал Судан в конце августа и проводил переговоры по вопросам нормализации отношений этой страны с Израилем и последующим исключением её из списка стран-спонсоров терроризма. В этом же месяце директор разведслужбы «Моссад» Йоси Коэн встретился с генералом Мохамедом Хамданом Дагало, заместителем главы Суверенного совета Судана при посредничестве ОАЭ для обсуждения вопросов о налаживании отношений между двумя странами.

## Вопросы нормализации отношений
В сентябре 2020 года в столице ОАЭ Абу-Даби прошли переговоры между представителями США и Судана, на которых обсуждались вопросы нормализации отношений последнего с Израилем. Основными пунктами договора станут следующие: Судан будет исключен из американского списка стран, поддерживающих террор, а также получит финансовую помощь в размере $7 млрд и доступ к международным займам. Среди сторонников соглашения — Мубарак аль-Фадель аль-Махди, суданский министр по вопросам инвестиций; против выступают исламистская партия «Умма» и панарабская партия БААС.
В конце сентября власти ОАЭ и США, участвующие посредниками в вопросах нормализации отношений, предложили пакет помощи Судану в размере $800 млн, однако это предложение было отвергнуто. Африканская страна запросила $3–4 млрд, её руководство также выразило опасения, что граждане могут остро отреагировать на подписание подобного соглашения.
15 октября 2020 года правительство Судана собралось на совещание для обсуждения вопросов нормализации отношений с Израилем: по информации CNN правительство США дало 24 часа для решения этого вопроса — в случае его положительного решения этой африканской стране будет оказана финансовая помощь и она будет исключена из списка стран-спонсоров терроризма. На основании сообщений CNN из Судана израильские СМИ сообщили, что в ночь на 16 октября Судан может действительно решиться на заявление о нормализации. Лондонская арабоязычная газета «Аш-Шарк аль-Аусат» пишет, что в правительстве Судана сложились два лагеря сторонников и противников этой идеи: к первым относится председатель Суверенного совета Судана Абдель Фаттах аль-Бурхан и военное руководство, против выступает премьер-министр Судана Абдалла Хамдук.
19 октября президент США Дональд Трамп объявил, что Судан выполнил требования его администрации и будет исключён из списка стран-спонсоров терроризма.
22 октября израильская газета «Исраэль ха-Йом» объявила о том, что Судан согласился подписать соглашение о нормализации с Израилем. За день до этого африканскую страну посетила израильская делегация во главе с директором «Моссада».

## После нормализации
В январе 2021 года израильский министр разведки Эли Коэн стал первым в истории членом правительства еврейского государства, посетившим Судан. Коэн возглавил целую делегацию, состоявшую из представителей его министерства, а также членов национального совета по безопасности Израиля. Израильтяне провели переговоры с высокопоставленными суданскими официальными лицами, в том числе с фактическим главой государства Абдель Фаттах аль-Бурханом и министром обороны Яссином Ибрагимом. По итогам встречи был подписан меморандум о взаимопонимании по вопросам безопасности. Кроме того, лидеры Судана были приглашены посетить Израиль с официальным визитом. Кроме того обсуждались вопросы двустороннего сотрудничества в сферах здравоохранения, авиасообщения, управления водными ресурсами и строительства солнечных электростанций.
В октябре 2021 года прошла встреча замминистра иностранных дел Израиля Идана Ролля и суданского министра юстиции Nasreldin Abdelbari. Обсуждались вопросы нормализации отношений между двумя государствами и развитие сотрудничества в технологической сфере. Abdelbari также встретился с израильским министром регионального сотрудничества Эсауи Фреджем.
В этом же месяце Израиль с двухдневным визитом тайно посетила суданская делегация, в которую вошли представители армии и сил безопасности, высокопоставленные военные и руководители предприятий оборонной промышленности. Возглавлял делегацию Абдул Рахим Хамдан Дегло, высокопоставленный военный суданского правительства.
В конце октября 2021 года Судан посетила израильская делегация, в которую входили представители разведки «Моссад». Они встретились с командующим ВС Судана генерал-лейтенантом Мохамедом Хамданом Хемети Дагало.
В январе 2022 года израильская военная делегация посетила Хартум, где провела переговоры с захватившими власть в стране военными. После этого глава Суверенного военного совета Судана генерал Абд аль-Фаттах аль-Бурхан дал в интервью высокую оценку сотрудничеству с Израилем в сфере безопасности: «обмен разведывательной информацией позволил ликвидировать угрозы, несшие опасность для всего региона».
2 февраля 2023 года Хартум посетила израильская правительственная делегация, возглавляемая главой израильского МИД Эли Коэном. Министр Коэн, а также представители ЦАХАЛа и «высокопоставленные политики» встретились с главой правительства Судана Абделем Фаттахом аль-Бурханом. На встрече обсуждались «пути установления плодотворных отношений между странами и укрепление сотрудничества в сфере безопасности». Канцелярия главы Судана сообщила, что на встрече обсуждались вопросы сотрудничества в области «сельского хозяйства, энергетики, здравоохранения, водоснабжения, образования и вопросов безопасности и армии». По возвращении из Судана Коэн заявил, что соглашение с Суданом планируется подписать до конца 2023 года сразу после того, как состоится передача власти новому гражданскому правительству. По сообщениям СМИ, присоединение Судана к «Соглашениям Авраама» может стать триггером для начала переговоров о нормализации между Израилем и Мавританией, Индонезией и другими мусульманскими странами.

## Суданцы в Израиле
Джамаль Мохаммед, беженец из Дарфура, постоянно проживающий в Израиле с 2010 года, принял участие в Олимпийских играх 2020 года в Токио, где пробежал дистанцию в 5000 м.